# 김대호 (아나운서)
김대호(金大鎬, 1984년 10월 8일 ~ )은 대한민국의 아나운서 출신 방송인이다. MBC 아나운서국 1팀 차장자리에 있었으나, 2025년 2월 4일 퇴사했다.

## 학력
- 관산초등학교 전학
- 시곡초등학교 전학
- 개군초등학교 졸업
- 개군중학교 졸업
- 양평고등학교 졸업
- 홍익대학교 경영학과 졸업

## 경력
- 2011년 : 아나운서 공개채용 <신입사원> - 아나운서 최종합격
- 2023년 ~ 2025년 2월 4일 : MBC 아나운서국 차장
- 2025년 2월 5일 ~ : 프리랜서
- 2025년 2월 25일 ~ : 원헌드레드레이블 전속계약

## 수상
- 2016년 : 한국 아나운서 대상  - 한국아나운서 클럽상
- 2023년 : 한국 아나운서 대상  - TV 진행상 (예능 부문)
- 2023년 : MBC 방송연예대상 - 남자 신인상
- 2024년 : 제51회 한국방송대상 - 아나운서상
- 2024년 : MBC 방송연예대상 - 쇼•버라이어티 부문 남자 최우수상
- 2024년 : MBC 방송연예대상 -  올해의 예능인상

## 전직 출연
- 2011년 : MBC 《아나운서 공개채용 신입사원》 (2011.03.06 ~ 2011.06.26)
- 2011년 : MBC 《아나운서 대격돌 - 최고의 며느릿감을 찾아라》 (2011.09.12)
- 2011년 : MBC 《MBC 창사 특별기획 코이카의 꿈》 파라과이 (2011.12.04 ~ 2011.12.11) / 세네갈 (2012.12.18 ~ 2012.12.25)
- 2011년 : MBC 《찾아라! 맛있는 TV》 (2011.12.10 ~ 2012.01.14 / 2012.02.04)
- 2012년 : MBC 《출발! 비디오여행》 (2012 ~ 2015.11.29)
- 2012년 : MBC 《나누면 행복》 희망일촌 (2012.01.04 ~ 2012.02.01, 2012.08.29 ~ 2013.11.20)
- 2012년 : MBC 《불만제로 UP》 [5대 제로맨] (2012.10.11 ~ 2014.10.29)
- 2012년 : MBC 《MBC 특별생방송 맛있는 나눔, 사랑의 푸드뱅크》 (2012.11.07)
- 2013년 : MBC 《블라인드 테스트 180°》 (2013.01.15. ~ 2013.08.18)
- 2013년 : MBC 《댄싱 위드 더 스타 시즌3》 (2013.03.08 ~ 2013.05.31)
- 2013년 : MBC 《백년의 유산》 라디오뉴스 앵커 역 목소리 출연 (2013.06.02)
- 2013년 : MBC 《MBC 이브닝 뉴스》 (2013.11.04 ~ 2015.11.06)
- 2013년 : MBC 《2013 MBC 가요대제전》 임진각 평화의 종 타종행사 중계 (2013.12.31)
- 2014년 : MBC 《세바퀴》 (238회 2014.02.08, 273회 2014.11.22)
- 2014년 : MBC 《MBC 연기대상》 레드카펫 진행 (2014.12.30)
- 2015년 : MBC 《TV 속의 TV》 시청자 클릭 (2015.02.10 ~ 2015.11.10)
- 2015년 : MBC FM4U 《비포 선라이즈 이성배입니다》 대타DJ (2015.09.22 ~ 2015.09.27)
- 2016년 : MBC FM4U 《비포 선라이즈 허일후입니다》 대타DJ (2016.03.22 ~ 2016.04.03)
- 2017년 : MBC 《MBC 파워매거진》 (2017.04.07 ~ 2017.08.18)
- 2017년 : MBC 《생방송 오늘저녁》 (2017.06.07 ~ 2017.08.17 / 2017.11.20 ~ 2023.09.22) / 퇴근 후N (1788회 2022.05.24 ~ 2270회 2024.05.29)
- 2018년 : MBC 《통일전망대》 (2018.01.14 ~ 2020.05.23)
- 2018년 : 팟캐스트 《우리말나들이 보태기》 (6, 8, 9, 12, 13, 21, 22, 23)
- 2018년 : MBC 《위대한 유혹자》 제작발표회 진행 (2018.03.08)
- 2018년 : MBC 《부잣집 아들》 제작발표회 진행 (2018.03.23)
- 2018년 : MBC 《MBC 뉴스투데이》 (토요일, 2018.03.31 ~ 2018.09.08)
- 2018년 : MBC FM4U 《안영미,최욱의 에헤라디오》 (2018.04.23 ~ 2019.07.31)
- 2018년 : MBC 《비밀과 거짓말》 제작발표회 진행 (2018.06.21)
- 2018년 : MBC 《비밀과 거짓말》 - '도전! 아나운서' MC 역  1회 (2018.06.25), 7회 (2018.07.03), 8회 (2018.07.04)
- 2018년 : MBC 《2018 MBC 특별생방송 힘내라! 중소氣UP》 진행 (2018.06.14)
- 2018년 : MBC 《12 MBC 뉴스》 (평일, 2018.07.16 ~ 2019.02.08)
- 2019년 : MBC FM4U 《모두의 퀴즈생활, 서유리입니다》 (2019.01.01, 2019.04.01 ~ 2021.03.23)
- 2019년 : MBC 《내사랑 치유기》 뉴스 앵커 역 (71-72회 - 2019.02.17)
- 2019년 : MBC 《MBC 주말뉴스》 (일요일 / 2019 - 0407, 0512, 0519, 0609, 0721, 0818, 0901, 1006, 1013, 1027)
- 2019년 : MBC FM4U 《세상을 여는 아침 김초롱입니다》 동기들의 수다 (2019.04.07 ~ 2019.09.29)
- 2019년 : 《U-20 축구대표팀 환영행사》 진행 (2019.06.17)
- 2019년 : SBS 《제46회 한국방송대상》 시상식 진행 (2019.09.03)
- 2019년 : MBC 《한글날 특집 다큐 한글에 빠지다》 일일 한글선생님 (2019.10.09)
- 2020년 : MBC 《365 : 운명을 거스르는 1년》 - 1회 뉴스 속보 앵커 役 (2020.03.23)
- 2020년 : MBC 《MBC '선택 2020' 21대 국회의원선거 개표방송》 버추얼 스튜디오 (2020.04.15)
- 2020년 : MBC FM4U 《두시의 데이트 뮤지, 안영미입니다》 (아나운서 납셨네 / 의리게임 시즌2! 줄을 서시오)
- 2020년 : MBC FM4U 《전효성의 꿈꾸는 라디오》 [일요일 - 데칼곡마니] (2020.12.06 ~ 2021.03.28)
- 2021년 : MBC 《지구촌 어린이 돕기 희망 더하기》 진행 (2021.05.31)
- 2021년 : MBC 《연금복권720+》 진행 - 64회 2021.07.22 / 65회 2021.07.29 / 66회 2021.08.05
- 2021년 : MBC 《생방송 행복드림 로또 6/45》 - 984회 황금손 (2021.10.09)
- 2022년 : MBC 표준FM 《박준형, 정경미의 2시 만세》 - (2022.03.03)
- 2022년 : MBC 《MBC 특별생방송 동해안 산불 피해 극복 우리 함께 이겨냅시다》 - 진행 (2022.03.15)
- 2022년 : MBC FM4U 《푸른밤, 옥상달빛입니다》 - 푸른밤 초대석 (2022.08.09)
- 2023년 : MBC 《MBC 특별생방송 튀르키예-시리아에 희망을》 - 진행 (2023.02.23)
- 2023년 : MBC 유튜브 14F 《4춘기》 (2023.03.28 ~ 2024.07.23)
- 2023년 : MBC 《하늘의 인연》 제작발표회 진행 (2023.04.13)
- 2023년 : MBC 《나 혼자 산다》 - 491, 498, 504, 509, 510, 517, 521, 522, 527, 530, 531, 534, 542, 545, 554, 556, 558, 559, 565, 580, 581, 588, 598, 601, 602회 / 패널 출연분 회차 - 496, 503, 506, 513, 524, 532, 535, 536 538, 540, 550, 551, 557, 561, 567, 568, 574, 600회
- 2023년 : MBC FM4U 《두시의 데이트》 - 스페셜 DJ (2023.05.01 ~ 2023.05.07)
- 2023년 : MBC 《2023 어린이이게 새 생명을》 - 진행 (2023.05.05)
- 2023년 : MBC 《라디오스타》 - 819회(게스트), 830회(스페셜DJ), 847회(게스트)
- 2023년 : MBC 《안하던 짓을 하고 그래》 - 54번 (2023.06.11)
- 2023년 : MBC 《훅 까놓고 말해서》 - 미리보기 (2023.06.17)
- 2023년 : MBC 《구해줘! 홈즈》 - 단독 코너 [집 보러 왔는대호] 208회~ / 패널 출연 209회, 214회, 217회, 222회, 224회 ~
- 2023년 : 유튜브 《라면꼰대 4》- (2023.06.20) 9회
- 2023년 : MBC FM4U 《4시엔 윤도현입니다》 와이낫초대석 (2023.07.04)
- 2023년 : MBC 《탐나는 TV》 - 251회 본방외전 - <김대호의 퇴근 후N> (2023.07.07)
- 2023년 : 목포MBC 《어영차 바다野》 -바라던바다 진행 (2023.07.09 ~ 2023.08.20)
- 2023년 : 경기연구원 《경기연구를 GRI다🎨》 진행 (2023.08.29 ~ 2023.11.17)
- 2023년 : MBC 《복면가왕》 - 416회 [카라반] (2023.08.13) / 패널 출연 - 440회(2024.02.25), 441회(2024.03.03)
- 2023년 : MBC 《도망쳐 - 악마와 손절하는 완벽한 타이밍》 (2023.08.27. ~ 2023.09.17) 4부작 파일럿
- 2023년 : MBC every1 《위대한 가이드》 - 1~4회 [이탈리아] (2023.10.16 ~ 2023.11.06)
- 2023년 : U+모바일tv 《내편하자2》 - 7회, 8회 (2023.11.23)
- 2023년 : MBC 《솔로동창회 학연》 - (2023.12.05 ~ 2024.02.20)
- 2023년 : MBC 《MBC 이웃사랑 특별생방송 모두의 나눔 2023》 -  1부, 2부 진행 (2023.12.07)
- 2023년 : MBC 《카 투 더 퓨처 – 20세기 소년들의 자동차 수다》 (2023.12.15 ~ 2023.12.22)
- 2023년 : MBC 《2023 MBC 방송연예대상》 (2023.12.29)
- 2024년 : MBC 《다큐 플렉스 : 푸바오TV 전지적 할부지 시점 - 2부 사랑해 푸바오》 내레이션 (2024.01.01)
- 2024년 : tvN 《유 퀴즈 온 더 블럭》 - 227회 (2024.01.10)
- 2024년 : MBC 《도망쳐 : 손절 대행 서비스》 - (2024.01.22 ~ 2021.03.18)
- 2024년 : MBC 《MBC '선택 2024' 22대 국회의원선거 개표방송》 진행 (2024.04.10)
- 2024년 : MBC  《2024 장애인의 날 특집 - 봄날의 기적》 - 내레이션 (2024.04.19)
- 2024년 : MBC 《푹 쉬면 다행이야》 - (2024.04.29 ~ )
- 2024년 : MBC 《2024 파리올림픽》 - 배드민턴 중계 (2024.07.27 ~ 2024.08.02)
- 2024년 : MBC  《마사지 로드》 - (2024.09.06 ~ 2024.09.27)
- 2024년 : MBC 《MBC 특집 다큐멘터리 <다시 살아지는 도시>》 - (2024.10.27)
- 2024년 : MBC 《대장이 반찬》 - (2024.11.10 ~ 2024.12.01)
- 2024년 : MBC 《심장을 울려라 강연자들》 - (2024.10.27, 2024.11.17)
- 2024년 : MBC 《MBC 이웃사랑 특별생방송 모두의 나눔 2024》 -  1부, 2부 진행 (녹화방송 2024.12.09)
- 2024년 : MBC 《시골마을 이장우》 - 4회 겨울, 디어 마이 막걸리 (2024.12.25) / 설특집 (2025.01.28)
- 2025년 : MBC 《전지적 참견 시점》 - 330회 김수지 편 (2025.01.18)
- 2025년 : MBC 《2024 MBC 방송연예대상》 (2025.01.28)
- 2025년 : MBC FM4U 《두시의 데이트 안영미입니다》 (2025.02.25)
- 2025년 : MBC 《라디오스타》 - 907회 (2025.03.26)
- 2025년 : KBS Cool FM 《박명수의 라디오쇼》 - (2025.04.07)
- 2025년 : MBC every1 《위대한 가이드2》 - (2025.04.08 ~ 2025.07.15)
- 2025년 : 넷플릭스 《추라이 추라이》 - 8회 자유의 맛! 글로벌의 향기! (2025.04.09)
- 2025년 : MBN 《전현무계획2》 - 26회 (2025.04.28)
- 2025년 : KBS Cool FM《이은지의 가요광장》 - (2025.05.05)
- 2025년 : JTBC 유튜브《흙심인대호》 - (2025.05.08 ~ )
- 2025년 : KT 유튜브《출장왔수다》 - (2025.05.13 ~ )
- 2025년 : KBS2 《옥탑방의 문제아들》 - 267회 (2025.05.15)
- 2025년 : KBS2 《불후의 명곡》 - 708회 (2025.05.31)
- 2025년 : MBC FM4U 《두시의 데이트 안영미입니다》 (2025.06.03)
- 2025년 : KBS2 《사장님 귀는 당나귀 귀》- 310회(2025.06.15), 311회 (2025.06.22)
- 2025년 : KBS전주 《특급공무원 시즌2》- (2025.06.20 - 2025.06.27)
- 2025년 : KBS Cool FM 《이은지의 가요광장》- 여의도 맘카페 (2025.07.06 ~ 2025.07.27 / 매주 일요일)
- 2025년 : MBC FM4U 《두시의 데이트 안영미입니다》- 스페셜 DJ (2025.07.22)
- 2025년 : MBN 《한일톱텐쇼》- 60회 (2025.08.05)
- 2025년 : 넷플릭스 《옷장전쟁》
- 2025년 : ENA《어디로 튈지 몰라》- (2025.09 ~ )
- 2026년 : MBN 《무명전설 - 트롯 사내들의 서열전쟁》 - (2026.02 예정)
- MBC 《라디오 뉴스》
- MBC 《우리말 나들이》
- MBC 유튜브 《아나운서 공화국》
- MBC 아나운서국 유튜브 채널 《뉴스 안하니》